# Bătălia de la Fleurus (1622)
Bătălia de la Fleurus a avut loc la 29 august 1622, în Țările de Jos Spaniole, între o armată spaniolă și forțele protestante comandate de Ernst von Mansfeld⁠(d) și Christian de Brunswick⁠(d). Această sângeroasă confruntare, din cadrul Războiului de Treizeci de Ani, terminată cu o victorie categorică a spaniolilor, avea să asigure dominația catolică în Germania până la intervenția Regatului Danemarca-Norvegia în acest război.

## Cadrul istoric
După ce nu a reușit să elibereze Heidelbergul, asediat de armata lui Tilly, Frederick al V-lea, Electorul Palatin, a decis să-și demobilizeze armata sa de mercenari. La 13 iulie 1622, contractul cu aceștia a fost reziliat și mercenarii lui Mansfeld și Christian de Brunswick au fost angajați de olandezi pentru a ajuta la despresurarea orașului Bergen op Zoom, asediat în acea perioadă de către armata spaniolă a lui Ambrogio Spinola⁠(d). Armata protestantă comandată de Mansfeld și Christian de Brunswick a plecat din Alsacia și a traversat în ritm rapid nordul Franței, intrând în Țările de Jos Spaniole prin Hainaut.

## Preludiul bătăliei
Armata spaniolă din Flandra, sub comanda lui Ambrogio Spinola⁠(d), angajată în asediul fortificațiilor de la Bergen-op-Zoom, un oraș situat pe unul dintre malurile estuarului râului Schelde, se afla într-o poziție periculoasă. În timp ce o armată olandeză era adunată la est la Breda, a apărut și pericolul reprezentat de avansul rapid dinspre sud a mercenarilor lui Mansfeld și Christian de Brunswick. Spaniolii erau în situația de a rămâne prinși între cele două armate inamice, linia lor de retragere către Anvers fiind blocată de armata germană invadatoare. Pentru a opri această armată, Gonzalo Fernández de Córdoba y Cardona⁠(d), comandantul armatei spaniole din Palatinat, a fost rechemat în grabă de la asediul Heidelbergului. Córdoba și soldații lui au mărșăluit prin Ducatul Luxemburgului și pe terenul dificil al Ardenilor și au reușit să intercepteze armata lui Mansfeld și Brunswick la granița Brabantului. Avangarda armatei protestante s-a întâlnit cu cercetașii cavaleriei spaniole pe 27 august 1622 și, două zile mai târziu, au găsit armata lui Córdoba, mult mai slabă numeric în ceea ce privește cavaleria, așezată pe o poziție de blocare la nord de orașul Mellet, lângă Fleurus, cu flancurile sprijinite pe pădurile din preajmă. Comandanții protestanți și-au desfășurat trupele pentru a încerca să străpungă poziția spaniolă.

## Forțele combatante

### Armata spaniolă
Aripa dreaptă
- Comandant: Gauchier

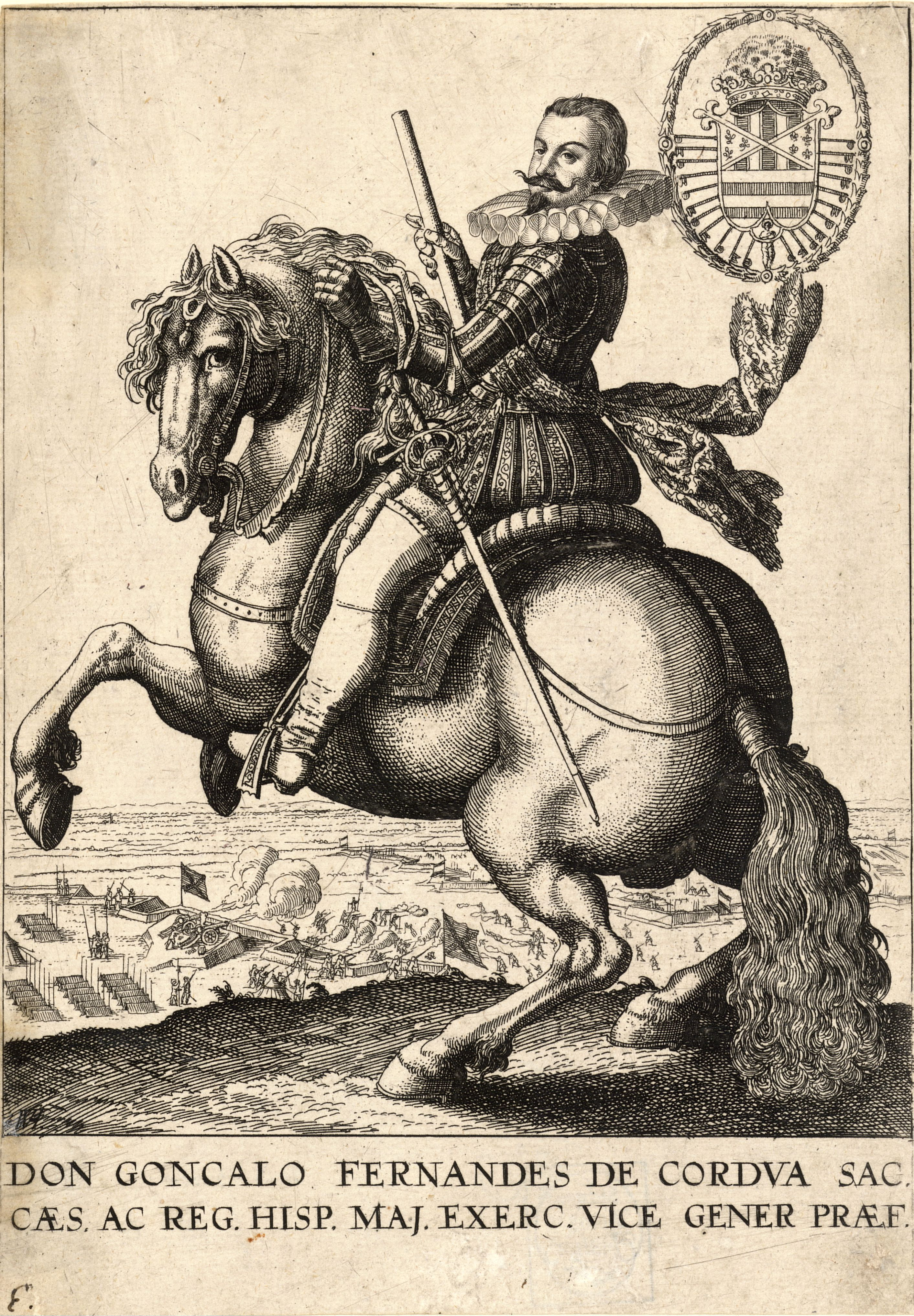

  - 800 de muschetari (ascunși în pădure)
  - 5 escadroane de cavalerie

Centrul
- Comandant: Córdoba⁠(d)

Patru mari unități, desfășurate pe o singură linie:
Unitatea 1
- Tercio Napoli (16 companii, spanioli)
- Tercio Balanzon (2 companii, burgunzi)
- Tercio Verdugo (15 companii, valoni)

Unitatea 2
- Regimentul Isenburg (10 companii, germani din zona Rinului de Jos)
- Regimentul Emden (1 companie, germani din nord)
- 4 companii de mercenari francezi

Unitatea 3
- Tercio Capua (14 companii, italieni)

Unitatea 4
- Regimentul Fugger (7 companii, germani)

Aripa stângă
- Comandant: De Sylva
  - 4 escadroane de cavalerie

Cavaleria spaniolă era compusă din 53 de companii mici, grupate în escadroane ad-hoc. Erau 29 de companii de cuirasieri și 24 de companii de archebuzieri călare. Patru dintre companiile de cuirasieri erau compuse din veterani, în timp ce restul erau compuse din recruți valoni, înrolați în 1621 și 1622.  Aceștia din urmă avuseseră rezultate slabe în bătălia de la Wimpfen, așa încât Córdoba era îngrijorat de situația flancurilor armatei sale.
Infanteria spaniolă era de calitate mixtă. Aceasta includea unitatea de elită Tercio[a] Napoli, care fusese înființată încă din 1567, iar mai recent își întărise reputația cu performanțele obținute în bătălia de la Wimpfen. Córdoba plasase această unitate la flancul drept al centrului armatei sale (poziție considerată de onoare în acea perioadă), blocând drumul principal. Regimentul Fugger și Tercio Verdugo erau, de asemenea, unități experimentate, veterani ai campaniei din Boemia (1618-1620), în timp ce restul unităților erau trupe de garnizoană, de o calitate mai slabă, mobilizate de Córdoba pentru a-și completa armata.

### Armata protestantă
Aripa dreaptă
- Comandant: Streiff
  - 10 companii de cavalerie desfășurate pe două linii

Centrul
- Comandant: Mansfeld
  - 26 de regimente de infanterie desfășurate într-o linie dublă

Aripa stângă
- Comandant: Brunswick
  - 50 de companii de cavalerie desfășurate pe două linii

Armata protestantă părăsise Sedan cu 25.000 de oameni, dar marșul rapid a redus-o la 14.000, mulți soldați rătăciți fiind uciși de țăranii valoni furioși.
Cavaleria protestantă era foarte motivată și de bună calitate. Mulți dintre recruți erau membri ai micii nobilimi germane, iar majoritatea erau cuirasieri înzestrați cu armuri puternice. Infanteria era de o calitate oarecum inferioară, slab echipată și suferise cel mai mult în timpul marșului.

## Bătălia

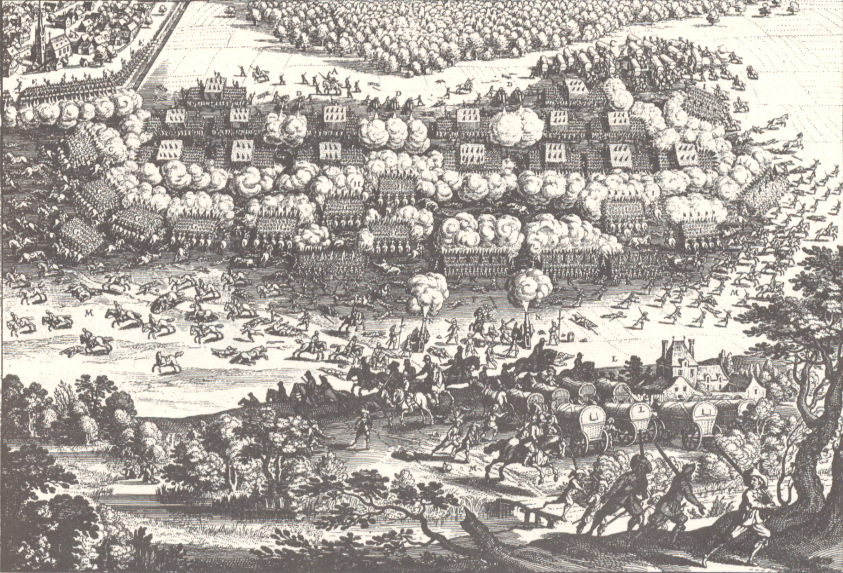
Bătălia de la Fleurus
(gravură de Matthäus Merian, 1640)

După o scurtă canonadă, Mansfeld a ordonat un atac general. Câteva goluri s-au deschis în linia infanteriei germane slab instruite, iar De Sylva a atacat un flanc expus, înfrângând un batalion. Cu toate acestea, Streiff a contraatacat, cavaleria valonă a fost prinsă pe picior greșit și a suferit daune considerabile din cauza tirului inamic. Cavaleria lui De Sylva s-a refugiat în spatele căruțelor cu bagaje, în timp ce Streiff s-a întors împotriva infanteriei spaniole, dar fără prea mult succes.
În flancul stâng al trupelor protestanților, Brunswick își adunase cea mai mare parte a cavaleriei, dar desfășurarea lui Córdoba a făcut imposibilă depășirea poziției sale. Însă Brunswick spera să-i copleșească pe spanioli printr-un atac frontal masiv. Prima șarjă a fost respinsă de cavaleria lui Gauchier, dar Brunswick și-a reordonat trupele și a lansat o a doua șarjă. Prima linie a fost din nou respinsă, dar a doua linie a reușit să împingă înapoi cavaleria valonă.
Brunswick s-a întors atunci din nou împotriva infanteriei spaniole, dar propria sa infanterie nu a reușit să susțină în mod adecvat atacul. Tercio Napoli și-a menținut poziția defensivă, iar focul ucigător de anfiladă al muschetarilor ascunși în ambuscada pregătită în pădurile din apropiere a respins cavaleria protestantă în dezordine.
Într-o șarjă finală, Brunswick a fost rănit, iar cavaleria sa, demoralizată, s-a retras. După cinci ore de luptă, Mansfeld a ordonat o retragere generală - era amiază și intenționa să ia drumul prin Liège, ocolind trupele lui Córdoba, pentru a ajunge la Breda.
Armata spaniolă era prea obosită pentru a mai urmări inamicul. A doua zi, Córdoba l-a trimis pe Gauchier cu cavaleria în urmărire. Acesta a surprins ariergarda armatei protestante în retragere. Fără posibilitatea de a se desfășura pe o poziție defensivă, infanteria germană a fost anihilată, Gauchier capturând artileria și bagajele armatei inamice. Cavaleria protestantă a reușit însă să-și continue marșul, să învingă o mică armată locală care încerca să o blocheze și să se regrupeze la Tongeren. De acolo, protestanții au început un marș nocturn de șase ore către Breda, ajungând acolo epuizați și fără prea mult echipament. În câteva zile însă, olandezii au reechipat cei circa 10.000 de soldați rămași în armata lui Mansfeld, cu echipament din arsenalele de stat.

## Consecințe
Deoarece armata spaniolă nu reușise să blocheze complet trupele conduse de Brunswick și Mansfeld, Spinola a fost obligat să ridice asediul orașului Bergen-op-Zoom Brunswick și Mansfeld au servit doar trei luni în slujba olandezilor, mercenarii din slujba lor negăsindu-și loc în armata olandeză regulatăată. Între timp, armata lui Tilly a cucerit cu ușurință Palatinatul.